# Boeing 307

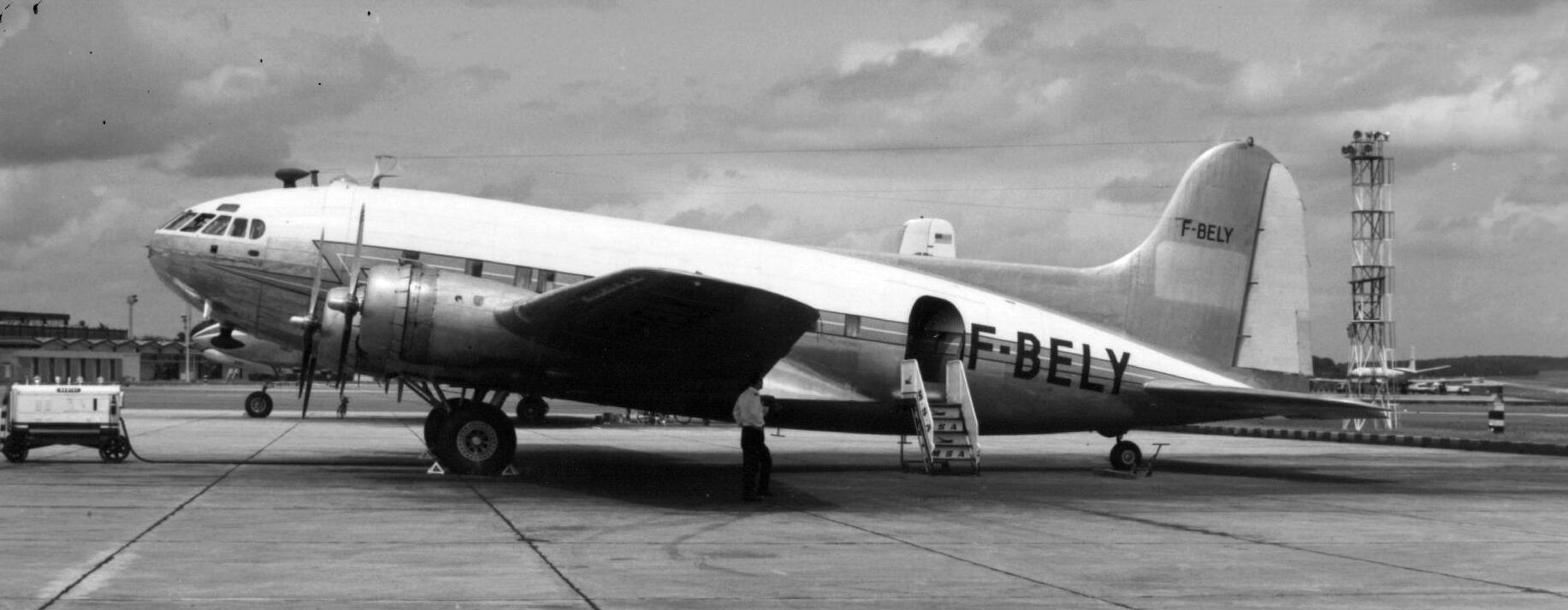
Boeing 307 Stratoliner

De Boeing 307 Stratoliner was een metalen, viermotorig verkeersvliegtuig geproduceerd door Boeing. Het was het eerste vliegtuig in commerciële dienst met een drukcabine.
Boeing ontwierp de Stratoliner in 1935 op basis van de B-17 Flying Fortress. Bestellingen van Pan Am en TWA zorgden ervoor dat het toestel in productie genomen werd. De eerste vlucht werd uitgevoerd op 31 december 1938, en op 8 juli 1940 werd het vliegtuig in dienst genomen. Eén toestel werd gekocht door beroemde filmproducent en luchtvaartpionier Howard Hughes om daarmee een wereldsnelheidsrecord te vestigen.
Door de aanwezigheid van een drukcabine kon het toestel op een hoogte van 6 kilometer vliegen, hoog boven weerstoringen. De 307 had een capaciteit van 5 bemanningsleden en 33 passagiers. Voor het eerst was er ook een boordwerktuigkundige aan boord van een niet-watervliegtuig.
In totaal zijn er slechts 10 exemplaren gebouwd vanwege het uitbreken van de Tweede Wereldoorlog. De vijf 307's van TWA werden door het Amerikaanse leger gekocht om overheids- en legerfunctionarissen de oceaan over te kunnen vliegen. Om deze vliegtuigen, omgedoopt tot C-75, het daarvoor benodigde vliegbereik te geven werden de drukcabine uit de toestellen gesloopt en extra brandstoftanks gemonteerd. In 1944 werden de C-75's weer omgebouwd tot passagierstoestellen en de capaciteit uitgebreid tot 38 reizigers. De laatste Stratoliner werd in 1974 uit dienst genomen.

## Technische gegevens
- Bemanning: 5, inclusief 2 piloten en 1 boordwerktuigbouwkundige
- Lengte: 22,60 m
- Breedte: 32,63 m
- Hoogte: 6,33 m
- Vleugeloppervlak: 138,0 m²
- Leeggewicht: 13.608 kg
- Maximumsnelheid: 387 km/u
- Kruissnelheid: 344 km/u
- Vliegbereik: 2820 km